# Æthelflæd
Æthelflæd   (c. 870 - Tamworth, 12 de juny de 918), senyora de Mèrcia, va governar des de l'any 911 fins a la seva mort el 12 de juny del 918. Nascuda el 870, fou la filla més gran d'Alfred el Gran, rei de Wessex, i la reina Ealhswith. Æthelflæd va néixer durant l'apogeu de les invasions vikingues. El seu pare la va casar amb Æthelred, senyor de Mèrcia. Després de la mort d'aquest el 911, Æthelflæd va passar a fer-se càrrec del govern. La Crònica anglosaxona es refereix a ella com Myrcna hlæfdige, "senyora dels mercis".

## Primers anys
Segons l'obra del clergue Asser, Æthelflæd fou la primera nena que tingueren Alfred el Gran i la reina Ealhswith, que era descendent del rei Coenwulf de Mèrcia. La data és incerta, probablement entre l'any del matrimoni dels seus pares el 868 i el naixement del seu germà Eduard, que va tenir lloc abans del 878.
En definitiva Æthelflæd va ser la gran de cinc germans, després d'ella van néixer dos nens: Eduard el Vell i Æthelwærd, i dues nenes: Ælfthryth, comtessa de Flandes i Æthelgiva, abadessa de Shaftesbury. El rei Alfred li va donar a la seva filla instrucció militar, habitualment reservada als homes ensenyant-li l'ús de les armes, estratègia militar i també li va donar formació en polítiques econòmiques i legals.

## Senyora dels mercis

Mapa de Mèrcia i les Midlands en el.

El rei Alfred va rebre una oferta d'Æthelred, ealdorman de Mèrcia, per unir les seves forces en la lluita contra els Vikings. Per tal de segellar el pacte Alfred li va oferir casar-se amb Æthelflæd, qui tenia tan sols 14 anys en el moment del seu casament l'any 884 i amb qui el 888 va tenir una filla, Ælfwynn a qui, igual que va fer el seu pare amb ella, va formar en estratègia militar. Etelstan, el fill d'Eduard el Vell i el net d'Alfred, també fou educat en la seva cort.
A partir del 888 Æthelflæd i el seu marit van començar a fortificar pobles i a reconstruir esglésies. A Gloucester van construir un palau fora-murs de la ciutat i també hi van fundar l'església de St. Paul malgrat estar exposada als atacs vikings.
A la mort del seu pare l'any 899 i amb el seu marit amb una malaltia debilitant des del 902, Æthelflæd es va convertir en la governant de facto del regne de Mèrcia i va establir guarnicions de soldats a Hereford i Gloucester. Mentre el seu germà Eduard regentava Wessex i Ànglia de l'Est ella consolidava el seu poder en els seus dominis, expulsant als Nòrdics de Chester el 905 i reparant els seus murs cap el 907.
Després de la mort Æthelred durant la batalla de Tettenhall el 911, Æthelflæd va ser oficialment reconeguda com la "senyora de Mèrcia". Æthelflæd va demostrar ser una dirigent militar formidable i va governar durant vuit anys. Va ordenar construir una sèrie de fortaleses per tot el seu regne per mantindre a ratlla els danesos i els gal·lesos, deu de les quals poden ser identificades: Bridgnorth (912); Tamworth (913); Stafford (913); Eddisbury (914); Warwick (914); Chirbury (915); Runcorn (915). Les tres restants, a Bremesburh, Scergeat i Weardbyrig, encara han de ser localitzades.
Durant el seu regnat va conduir els seus exèrcits en tres importants batalla, expulsant les forces vikingues que atacaven Gal·les des del canal de Bristol l'any 915, envaint Gal·les i Powys en resposta a l'assassinat d'un abat anglès l'any 916 i recapturant, el 917, la ciutat de Derby dels danesos. Æthelflæd es va aliar amb el seu germà Eduard el Vell, rei de gran part d'Anglaterra. Segons l'historiador Frank Stenton, Eduard fou capaç d'aconseguir expulsar els ocupants danesos del sud d'Anglaterra en gran part perquè podia confiar en les bones defenses d'Æthelflæd al nord.

## Mort i llegat

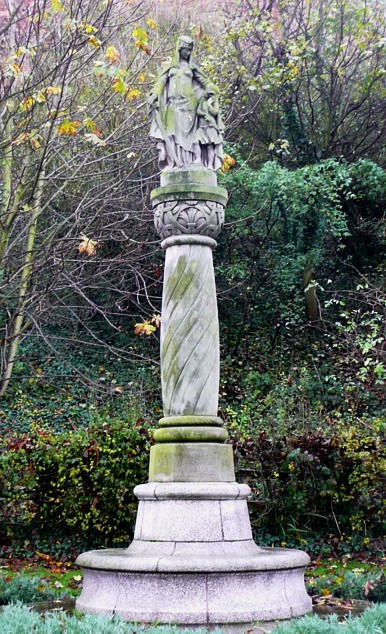
Estàtua d'Æthelflæd amb el seu nebot Etelstan a Tamworth.

El 918, la regió al voltant de York (Jòrvik) va prometre lleialtat a Æthelflæd, probablement per tal d'aconseguir el suport militar de la dama contra saquejadors d'Irlanda, però Æthelflæd va morir el 12 de juny de 918, menys de dues setmanes abans que la ciutat li retés homenatge. Va ser succeïda per la seva filla, Ælfwynn amb qui portava anys co-regnant, però sis mesos més tard el seu oncle Eduard la va deposar i va agafar Mèrcia sota el seu control personal.
Æthelflæd va morir a Tamworth (Staffordshire) i va ser enterrada amb el seu marit al priorat de Sant Oswald (Gloucester). Una estàtua seva va ser aixecada al castell de Tamworth el 1913 per commemorar el mil·lenni de la construcció de la fortalesa.